# PowerBook 160
Il PowerBook 160 è un computer portatile posto in vendita dalla Apple assieme al  PowerBook 145 e al PowerBook 180 nell'ottobre 1992. Quando fu offerto al pubblico costituiva il modello intermedio, sostituendo in questo ruolo il precedente PowerBook 140. Il design dell'involucro esterno era lo stesso del PowerBook 180, ma l'elettronica era equipaggiata con un processore Motorola 68030 meno potente, da 25 MHz CPU e senza FPU,come prima era il 145. Al contrario di questo, il PowerBook 160 venne prodotto con un display a cristalli liquidi a matrice passiva da 10 pollici, che per la prima volta era in grado di mostrare una scala di grigi (grayscale) a 4-bit. Come in precedenza il Macintosh Portable, il 160 e il 180 furono i primi PowerBook ad avere una porta video esterna per il colore, e un aumento della RAM massima a 14MB. Entrambi i PowerBook introdussero una nuova caratteristica di risparmio di energia che permetteva ai loro processori di lavorare a una velocità più bassa, 16 MHz, la stessa del 140 originale. Il modello fu venduto fino al maggio 1994.

## PowerBook 165
Nel 165 fu posto un processore a 33 MHz e un disco rigido standard più capace. Accanto al PowerBook 145B, questo modello fu l'ultimo veramente parte della serie 100 dei PowerBook e l'ultimo laptop della Apple ad avere due porte seriali (stampante e modem). Il suo successore come modello base, il PowerBook 150, fu venduto ancora per un anno e, sebbene usasse lo stesso case del 140, la sua struttura interna era basata sul PowerBook Duo e sul PowerBook 190, un PowerBook della serie 100 solo di nome, dato che usava la scheda madre e il case del  PowerBook 5300.

### PowerBook 165c
Il 165c (illustrato) era identico al 165, eccetto per il fatto di avere una FPU 68882 e un display LCD a colori a matrice passiva in grado di mostrare 256 colori. A causa del display a colori più spesso, il case esterno fu ridisegnato, assomigliando così di più a quello usato dalla serie PowerBook Duo. Il PowerBook 180c ebbe la stessa modifica.